# Matija Gubica

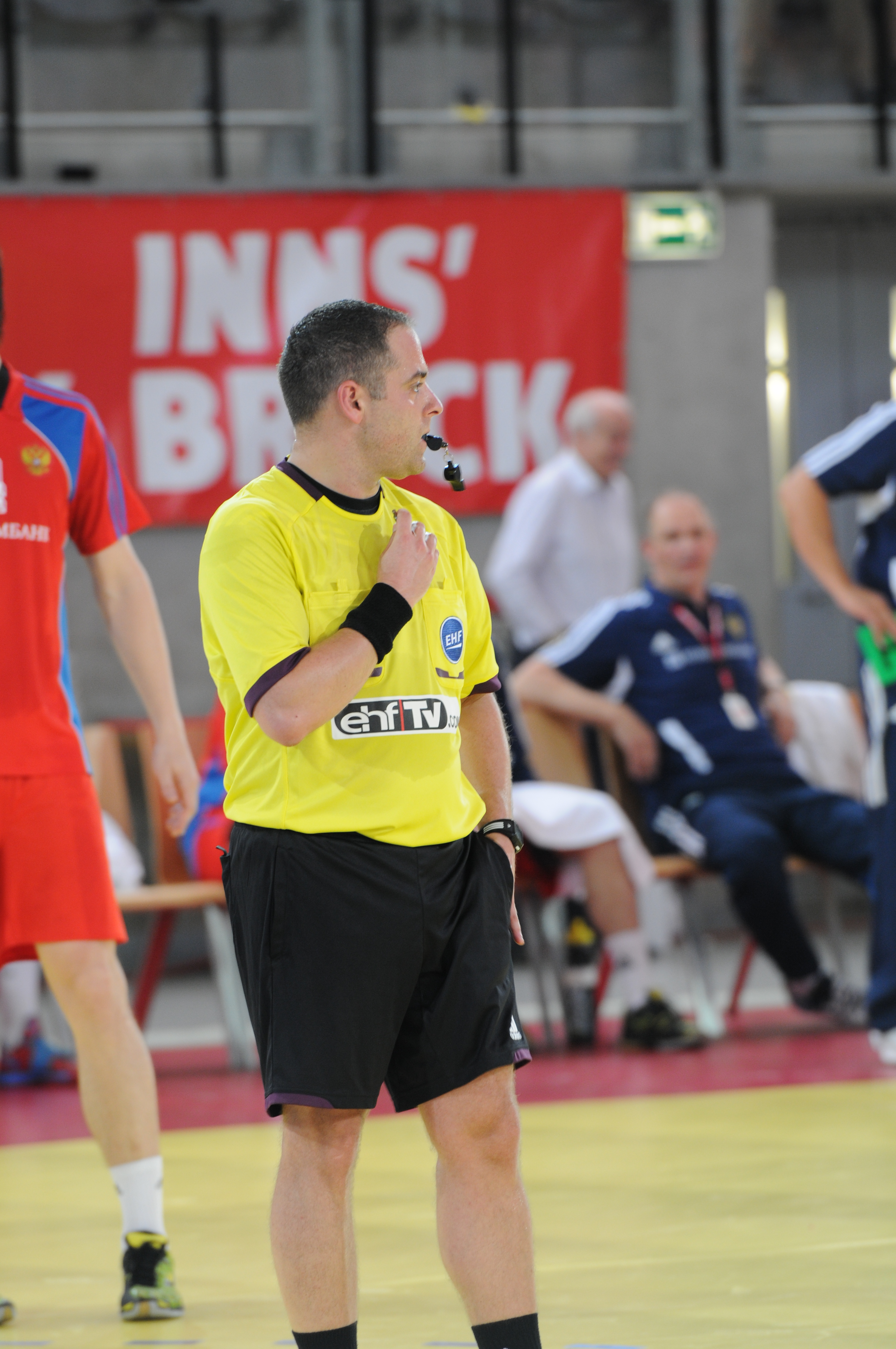
Matija Gubica, 2013

Matija Gubica (* 3. Juli 1980) ist ein kroatischer Handballschiedsrichter.
Gemeinsam mit seinem Gespannpartner Boris Milošević ist Gubica bei großen internationalen Turnieren im Einsatz, darunter bei der Weltmeisterschaft 2009 in Kroatien, der Weltmeisterschaft 2013 in Spanien, der Europameisterschaft 2014 in Dänemark, der Weltmeisterschaft 2015 in Katar, der Europameisterschaft 2016 in Polen, der Europameisterschaft 2018 in Kroatien, der Weltmeisterschaft 2019 in Dänemark und Deutschland, der Europameisterschaft 2020 in Norwegen, Österreich und Schweden, der Weltmeisterschaft 2021 in Ägypten, der Europameisterschaft 2022 in Ungarn und der Slowakei sowie bei der Weltmeisterschaft 2023 in Polen und Schweden.
Gubica und Milošević leiteten unter anderem das Europameisterschafts-Finale 2018 zwischen Spanien und Schweden (29:23) sowie das Weltmeisterschafts-Finale 2019 zwischen Dänemark und Norwegen (31:22).
Die EHF sperrte ihn im Dezember 2023 mit der Begründung, gegen grundlegende Pflichten des EHF-Verhaltenskodex und des IHF-Ethikkodex verstoßen zu haben, für drei Jahre und verhängte gegen ihn eine Geldstrafe in Höhe von 6000 Euro. Gubicas Name wurde im Zusammenhang mit einer 2023 bekannt gewordenen Kontroverse bezüglich möglicher Spielmanipulationen genannt; die im Dezember 2023 verhängte Strafe steht nicht mit diesen Vorwürfen im Zusammenhang.